# Łososina Dolna
Łososina Dolna is een plaats in het Poolse district Nowosądecki, woiwodschap Klein-Polen. De plaats maakt deel uit van de gemeente Łososina Dolna en telt 1650 inwoners.